# Маріон (Канзас)
Маріон (англ. Marion) — місто (англ. city) в США, в окрузі Меріон штату Канзас. Населення — 1922 особи (2020).

## Географія
Маріон розташований за координатами 38°21′12″ пн. ш. 97°0′28″ зх. д. / 38.35333° пн. ш. 97.00778° зх. д. (38.353315, -97.007777).  За даними Бюро перепису населення США в 2010 році місто мало площу 7,74 км², з яких 7,72 км² — суходіл та 0,02 км² — водойми.

## Демографія
Згідно з переписом 2010 року, у місті мешкало 1927 осіб у 846 домогосподарствах у складі 514 родин. Густота населення становила 249 осіб/км².  Було 973 помешкання (126/км²).
Расовий склад населення:
| - 97,6 % — білих - 0,6 % — чорних або афроамериканців - 0,3 % — корінних американців - 0,1 % — вихідців з тихоокеанських островів - 0,1 % — азіатів |

До двох чи більше рас належало 0,8 %. Частка іспаномовних становила 1,4 % від усіх жителів.
За віковим діапазоном населення розподілялося таким чином: 24,3 % — особи молодші 18 років, 52,7 % — особи у віці 18—64 років, 23,0 % — особи у віці 65 років та старші. Медіана віку мешканця становила 44,0 року. На 100 осіб жіночої статі у місті припадало 90,6 чоловіків;  на 100 жінок у віці від 18 років та старших — 85,7 чоловіків також старших 18 років.
Середній дохід на одне домашнє господарство  становив 45 489 доларів США (медіана — 36 204), а середній дохід на одну сім'ю — 56 691 долар (медіана — 55 852). Медіана доходів становила 37 143 долари для чоловіків та 34 722 долари для жінок. За межею бідності перебувало 23,1 % осіб, у тому числі 30,5 % дітей у віці до 18 років та 10,8 % осіб у віці 65 років та старших.
Цивільне працевлаштоване населення становило 754 особи. Основні галузі зайнятості: освіта, охорона здоров'я та соціальна допомога — 26,4 %, виробництво — 17,6 %, роздрібна торгівля — 14,7 %.